# Eddie Rosner
Pour les articles homonymes, voir Rosner.
Eddie Rosner (également appelé Ady Rosner, Ady Rozner, Eddi Rozner) de son vrai nom Adolf Ignatievitch Rosner (en russe : Адо́льф Игна́тьевич Ро́знер), est un trompettiste et chef d'orchestre de jazz polonais et soviétique, né le 26 mai 1910 à Berlin et décédé dans la même ville le 8 août 1976.
Il fut sans doute le plus grand jazzman soviétique, ayant connu la gloire et les faveurs du régime avant d'être victime de la répression communiste et de passer par le Goulag.

## Biographie
Adolph Eddie Rosner est issu d'une famille polonaise juive. Il étudie d'abord la musique classique, puis se tourne bien vite vers le jazz, devenant « l'homme qui savait jouer de deux trompettes à la fois ». Virtuose de son art, il entame en 1934 une tournée en Europe, si bien qu'en France on mentionne son nom dans de nombreux journaux et magazines.
En 1939 il se marie avec Ruth, fille d'Ida Kaminska. Peu de temps après, en septembre de la même année, l'Allemagne nazie envahit la Pologne, Eddie Rosner décide alors de se réfugier en Union soviétique. Le premier secrétaire du parti communiste de Biélorussie, amateur de swing, le prend sous son aile et l'aide à former l'orchestre de jazz de l'Armée Rouge avec lequel Eddie Rosner fait des tournées pour soutenir le moral des troupes. Il gravit rapidement les échelons de la musique soviétique, jusqu'à jouer en 1941 en présence de Joseph Staline en personne à Sotchi. En juin 1945 il joue sur la Place Rouge pour fêter la victoire des Alliés.
La fin de la guerre marque la fin de la gloire d'Eddie Rosner. Celui qui paraissait la veille sur les cartes postales du pays des soviets et logeait dans l'une des plus luxueuses suites de l'hôtel Ukraine se retrouve happé dans l'engrenage de la machine communiste. Avec la fin de la Seconde Guerre mondiale, Staline supprime les quelques libertés en matière de culture qu'il avait consenties durant le conflit. Rosner tombe en défaveur. Certains de ses musiciens sont arrêtés. Il songe à partir pour la Pologne mais est arrêté à Lviv fin 1946.
Il est alors envoyé au Goulag, interné en Kolyma à Magadan. Il a cependant la chance de tomber sur un commandant de camp amateur de jazz, qui lui permet d'échapper au travail forcé, de constituer un orchestre avec d'autres détenus et même de faire (sous haute surveillance) des tournées dans la région pour distraire le personnel pénitentiaire et leurs familles.
En 1953, après la mort de Staline, Rosner est libéré. Il remonte à Moscou un orchestre qu'il dirigera jusqu'en 1971, accompagne des vedettes de la chanson. Mais, lassé des perpétuelles vexations de la censure communiste, il demande à quitter l'URSS. Huit fois, cette demande est rejetée, et il est désormais sous le coup d'une interdiction professionnelle.
Finalement, les autorités le laissent partir en 1973. Il s'installe à Berlin-Ouest, avant de mourir dans la pauvreté et l'oubli trois ans plus tard.

## Documentation
- Eddie Rosner – Le Jazzman du goulag Documentaire par Natalia Sazonova et Pierre-Henry Salfati (France, 1999, 58 min) projeté sur ARTE le 26 février 2012